# Kastos
Kastos (in greco Καστός?) è un'isola della Grecia situata nel Mar Ionio. Dal punto di vista amministrativo è una ex comunità della Grecia nella periferia delle Isole Ionie (unità periferica della Leucade) con 120 abitanti secondo i dati del censimento 2001.
È stata soppressa a seguito della riforma amministrativa, detta Programma Callicrate, in vigore dal gennaio 2011 ed è ora compresa nel comune di Leucade.

## Geografia fisica
L'isola è situata a sud-est di Kalamos, separata da uno stretto profondo fino a 900 metri. L'altitudine massima è 120 metri sul livello del mare. La costa occidentale è frastagliata e scoscesa mentre in quella orientale si registra la presenza di piccole spiagge.

## Flora e fauna
L'isola è caratterizzata dalla presenza di ulivi.

## Amministrazione
I residenti sono concentrati nell'unico villaggio presente, Kastos situato sulla costa orientale. Nell'isola non sono ammesse le autovetture, e non è consentito lasciare rifiuti a tutti coloro che non siano residenti.

## Economia
Pesca e turismo sono le principali attività economiche dei residenti.